# Jorge II de Gran Bretaña
Jorge II (en inglés: George Augustus, y en alemán: Georg August; Hannover, 30 de octubrejul./ 9 de noviembre de 1683greg.-Londres, 25 de octubre de 1760) fue rey de Gran Bretaña e Irlanda, duque de Brunswick-Luneburgo y uno de los príncipes electores del Sacro Imperio Romano Germánico desde 1727 hasta su fallecimiento en 1760.
Fue el último monarca británico nacido fuera de Gran Bretaña, puesto que era natural de la Alemania septentrional. Su abuela, Sofía del Palatinado, se colocó segunda en la línea de sucesión al trono británico después de la exclusión de cincuenta católicos que estaban por encima de ella; esto se debió a las actas de Establecimiento y Unión, aprobadas ambas a comienzos del siglo XVIII, que restringieron la sucesión a los protestantes. Tras los fallecimientos de Sofía y Ana en 1714, su padre, Jorge I, elector de Hannover, heredó el trono británico. 
En los primeros años de su reinado, su hijo, también llamado Jorge, se tiene que este se asoció con políticos de la oposición, hasta que estos volvieron a unirse al partido gobernante en 1720.
Desde su coronación en 1727, prestó poca atención a la política doméstica, cuyo control delegó en el Parlamento de Gran Bretaña. Ya que como elector, pasó más tiempo en Hannover, donde gozaba de un control más directo de las políticas gubernamentales. Lo cual molestó a la nobleza británica, ya que por ser extranjero nunca estuvieron de acuerdo, y por ende no aceptaron que un alemán los gobernara, y, paradójicamente su hijo mayor, Federico, aunque de padre alemán, era nacido en Inglaterra, y por tanto se le consideró como a quien si tenía todo el derecho a ocupar la Corona Inglesa, en tanto que Federico desarrolló desde edad temprana una animadversión en contra de su padre, quizá, probablemente porque el Rey no le dio atenciones debido a sus largas ausencias.
Por lo tanto Jorge 2o mantuvo una relación conflictiva con su hijo mayor, Federico, que brindó su apoyo a la oposición parlamentaria. 
Durante la guerra de sucesión austriaca, Jorge participó en la batalla de Dettingen y se convirtió así en el último monarca británico en dirigir un ejército en combate. 
En 1745, aquellos que secundaban las demandas de Jacobo Francisco Eduardo Estuardo, el Viejo Pretendiente al trono británico, los opositores se aliaron, dirigidos por su hijo, Carlos Eduardo Estuardo, y trataron de deponer a Jorge en la última de las rebeliones jacobitas; fracasaron, no obstante. 
Federico falleció de manera inesperada en 1751, nueve años antes que su padre, por lo que a Jorge II lo sucedió su nieto, Jorge III.
Durante los dos siglos que siguieron a su fallecimiento, los historiadores lo vieron con desdén, haciendo especial hincapié en sus amantes, su carácter explosivo y su grosería. Desde entonces, empero, la mayor parte de los eruditos han revaluado su legado y llegado a la conclusión de que ejerció una influencia considerable en materia de política exterior y designaciones militares.

## Biografía

### Primeros años

Jorge de niño, con su hermana, Sofía Dorotea de Hannover, y su madre, Sofía Dorotea de Celle

Jorge nació en la ciudad de Hannover, hijo de Jorge Luis, príncipe heredero del electorado de Brunswick-Luneburgo y más tarde coronado rey como Jorge I de Gran Bretaña, y su mujer, Sofía Dorotea de Celle. Su hermana, también llamada Sofía Dorotea, nació cuando él tenía tres años. Tanto el padre como la madre cometieron adulterio y, en 1694, el matrimonio se disolvió alegando que Sofía había abandonado a su esposo. Confinada en un palacio de Ahlden, se le denegó el contacto con sus dos hijos, quienes probablemente no la volvieron a ver.
Jorge hablaba solo francés, la lengua de la diplomacia y la corte, pero a los cuatro años uno de sus tutores, Johann Hilmar Holstein, le enseñó alemán. Además, también se le dieron lecciones de inglés e italiano y estudió genealogía, historia militar y tácticas de batalla con especial diligencia.
Su prima segunda, Ana de Gran Bretaña, accedió a los tronos de los reinos de Inglaterra, Escocia e Irlanda. Dado que no le quedaba ningún hijo, por medio del Acta de Establecimiento de 1701, el Parlamento de Inglaterra designó a sus parientes consanguíneos protestantes más cercanos —la abuela de Jorge, Sofía y sus descendientes— herederos de Inglaterra e Irlanda. En consecuencia, Jorge se convirtió en el tercero en la línea de sucesión, por detrás de su abuela y su padre, en dos de los tres reinos que dirigía Ana. Mediante el Acta de Naturalización de Sofía, se convirtió en súbdito inglés y, un año más tarde, fue designado duque de la Orden de la Jarretera, duque y marqués de Cambridge, conde de Milford Haven, vizconde de Norhallerton y barón Tewkesbury. Inglaterra y Escocia se unieron en 1707 para conformar el Reino de Gran Bretaña y aceptaron la sucesión esbozada por el Acta de Establecimiento inglesa.

### Matrimonio

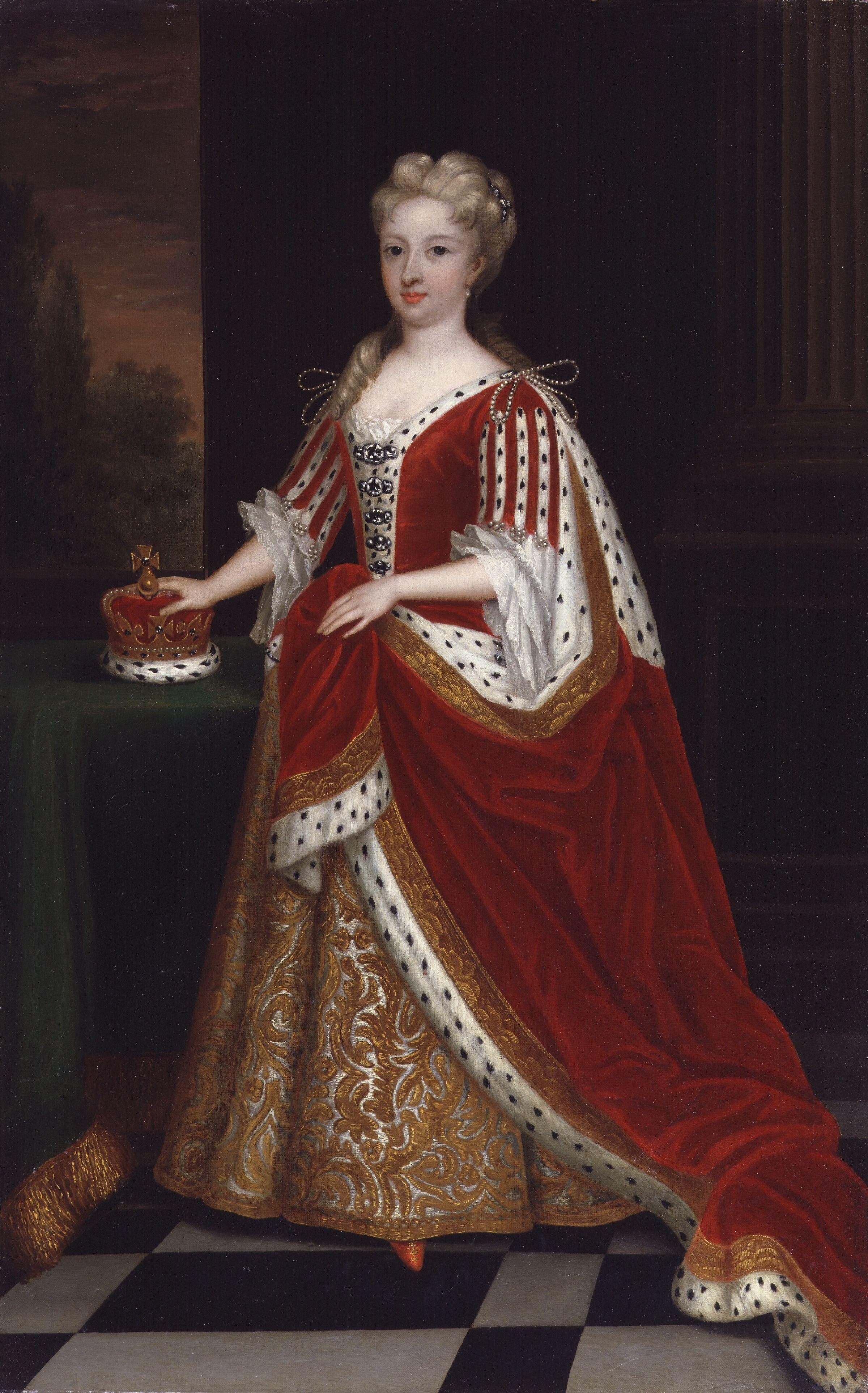
Carolina de Brandeburgo-Ansbach, por Godfrey Kneller, 1716

El padre de Jorge no quería que a su hijo le ocurriese lo mismo que a él, que había contraído un matrimonio arreglado y sin amor, y deseaba que tuviese la oportunidad de conocer a su novia antes de que se formalizase nada. Las negociaciones de 1702 por la mano de la princesa Sofía de Suecia, duquesa viuda y regente del ducado de Holstein-Gottorp, cayeron en saco roto. En junio de 1705, bajo el nombre falso de «Monsieur de Busch», Jorge visitó a la corte de Ansbach en su residencia de verano, situada en Triesdorf, para poder sopesar, de incógnito, una posibilidad de matrimonio con Carolina de Ansbach, antigua protegida de su tía Sofía Carlota de Hannover. El enviado inglés en Hannover, Edmund Poley, informó de que Jorge estaba tan embargado por «la buena imagen que tenía de ella que no podía pensar en nadie más». A finales de junio se arregló de manera formal el matrimonio. El 22 de agostojul./ 2 de septiembre de 1705greg., Carolina llegó a Hannover para su boda, que se celebró esa misma tarde en la capilla situada en los Herrenhäuser Garten.
Jorge se mostró dispuesto a participar en la guerra contra Francia en Flandes, pero su padre no le iba a dar permiso para acceder al ejército con un papel activo hasta que tuviese un hijo y heredero. A principios de 1707, sus ilusiones se hicieron realidad, ya que Carolina tuvo un vástago, Federico. En julio de ese mismo año, esta enfermó de viruela de gravedad y, al permanecer al lado de su cama durante su convalecencia, Jorge se contagió. No obstante, ambos se recuperaron. En 1708, Jorge acompañó a la vanguardia de la caballería hannoveriana en la batalla de Oudenarde; su caballo y el coronel más cercano a él fallecieron, pero él salió ileso. El comandante británico, el duque de Marlborough, hizo notar que «se distinguió extremadamente, cargando a la cabeza de las tropas [hannoverianas], que desempeñaron un papel importante en esta feliz victoria, y animándolas con su ejemplo». Entre 1709 y 1713, Jorge y Carolina tuvieron tres hijas más: Ana, Amelia y Carolina.
La salud de la reina Ana siguió empeorando y, en 1714, los whigs, políticos británicos que apoyaban la sucesión hannoveriana, creyeron prudente que uno de los miembros de esta familia viviese en Inglaterra, para salvaguardar así la sucesión protestante a la muerte de la monarca. Dado que Jorge era par como duque de Cambridge, se sugirió su citación ante la Cámara de los Lores. Tanto su padre como Ana se negaron a apoyar su plan, aunque Jorge, Carolina y Sofía se mostraron a favor. Al fin, no acudió. Al cabo del año, tanto Sofía como Ana habían fallecido, de modo que el padre de Jorge fue coronado rey.

### Príncipe de Gales

#### Disputa con el rey

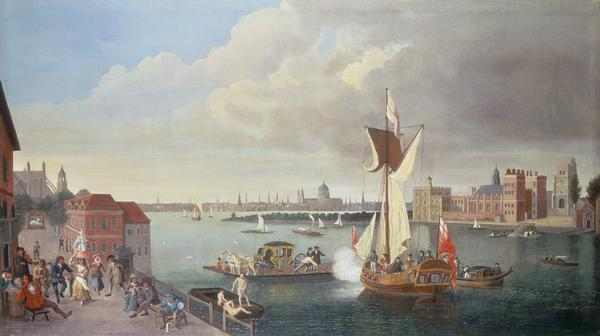
Londres, alrededor de 1710

Jorge partió con su padre desde La Haya hacia Inglaterra el 16 de septiembrejul./ 27 de septiembre de 1714greg. y arribaron a Greenwich dos días después. A la jornada siguiente, accedieron a Londres de manera formal, en una procesión ceremonial. A Jorge se le concedió el título de Príncipe de Gales. Carolina siguió los pasos de su marido y llegó a Gran Bretaña en octubre con sus hijas, mientras que Federico se quedó en Hannover, donde lo criaron sus tutores privados. Londres no se parecía a nada que Jorge hubiese visto antes; era cincuenta veces más grande y contaba con una población de cerca de un millón y medio de habitantes. Para ganarse el favor de los ingleses, los alabó y aseguró que no tenía ni una sola gota de sangre que no fuera inglesa.
En julio de 1716, el rey regresó a Hannover durante seis meses; a Jorge se le concedieron poderes limitados, como «guardián y teniente del reino», de modo que pudiese gobernar en ausencia de su padre. Llevó a cabo una entrada real pasando por Chichester, Havant, Portsmouth y Guilford, localidades sureñas de Inglaterra. Al público se le permitió verle cenar en el palacio real de Hampton Court. El intento de asesinato perpetrado en el teatro Drury Lane, en el que una persona falleció antes de que el asaltante fuera detenido, impulsó su imagen pública.
Su padre desconfiaba o estaba celoso de su popularidad, lo que devino en el enrarecimiento de su relación. El nacimiento en 1717 del segundo hijo de Jorge, el príncipe Jorge Guillermo, colmó la situación y produjo una disputa familiar; el rey, supuestamente haciendo caso de la tradición, designó al Lord Chambelán, el I duque de Newcastle-upon-Tyne, como uno de los padrinos bautismales del niño. El rey se enfadó cuando su hijo, a quien no le agradaba el duque, lo insultó verbalmente durante la ceremonia, lo que este entendió como un reto a duelo. Jorge y Carolina quedaron temporalmente recluidos en sus apartamentos por orden del rey, quien, poco más tarde, expulsó a su hijo del palacio de St. James, la residencia real. El príncipe y la princesa de Gales abandonaron la corte, pero sus hijos se quedaron allí, bajo la custodia del rey.
Dado que los echaban de menos y estaban desesperados por verlos, los visitaron de manera secreta sin la aprobación del monarca; según el historiador Van der Kiste, Carolina se desmayó y Jorge «lloró como un niño». El rey cedió y les permitió visitarlos una vez a la semana; más tarde, sin embargo, le permitió a Carolina acceso incondicional. En febrero del año siguiente, Jorge Guillermo falleció, con su padre a su vera.

#### Oposición política

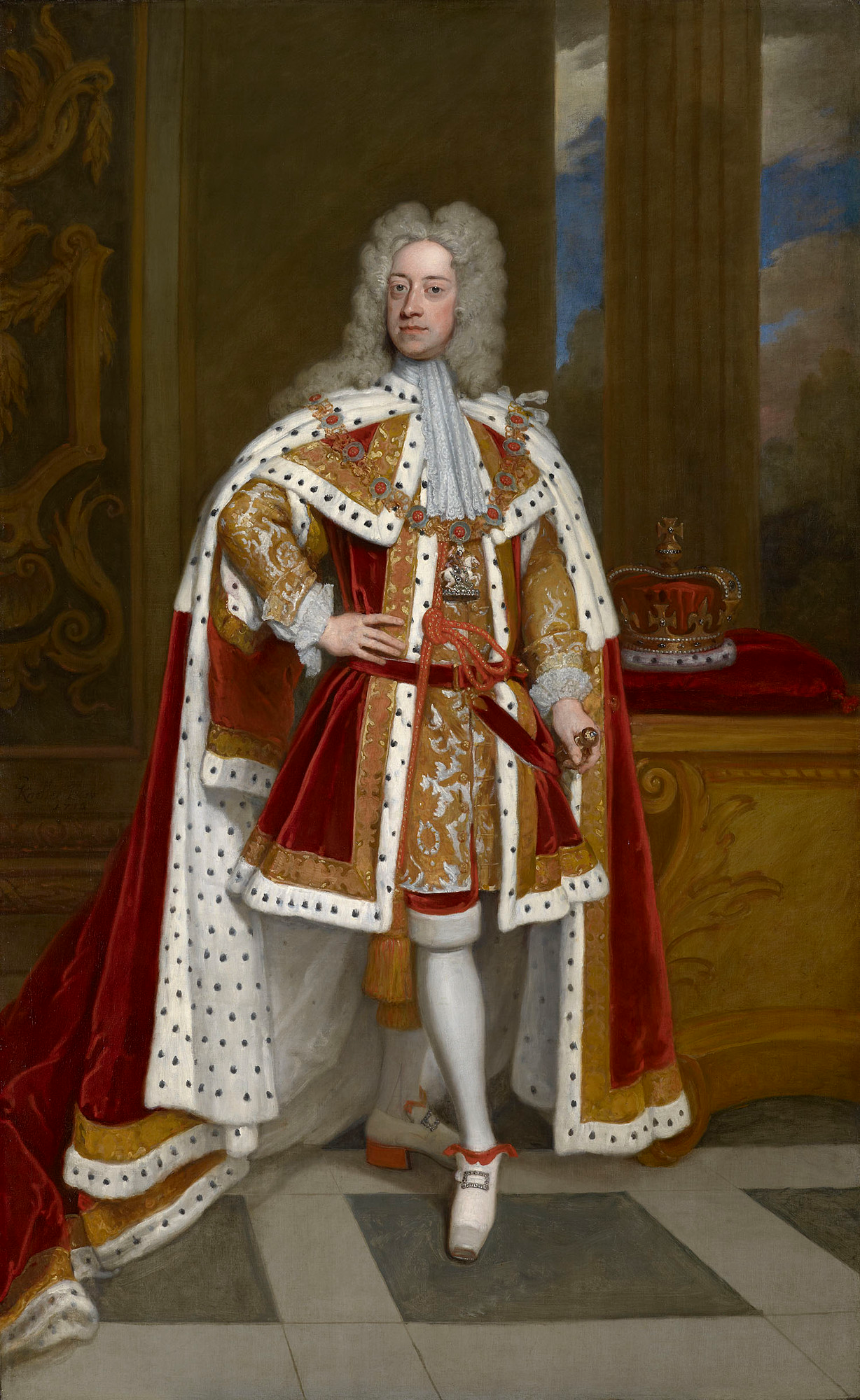
Jorge, príncipe de Gales, retratado por Godfrey Kneller en 1716

Expulsado de palacio y rechazado por su propio padre, al príncipe de Gales se le identificó en los siguientes años con la oposición a las políticas de Jorge I, que incluían medidas diseñadas para incrementar la libertad de culto en Gran Bretaña y expandir los territorios alemanes de Hannover a expensas de Suecia. Su nueva residencia londinense, Leicester Square, se convirtió en un lugar frecuentado por los oponentes políticos de su padre, incluidos sir Robert Walpole y el segundo vizconde Townshend, que habían abandonado el gobierno en 1717.
El monarca viajó a Hannover de nuevo y permaneció allí desde mayo hasta noviembre de 1719. En vez de designar a su hijo como guardián, estableció un consejo de regencia. En 1720, Walpole impulsó la reconciliación entre padre e hijo en pos de la unidad pública y estos aceptaron, aunque con reticencias. Tanto Walpole como Townshend retomaron sus cargos políticos y se volvieron a unir al gabinete. Jorge, sin embargo, quedó pronto desilusionado con las condiciones de la reconciliación: sus tres hijas, que estaban bajo la custodia del rey, no regresaron y él seguía estando vetado para ejercer la regencia durante las ausencias de su padre. Llegó a creer que Walpole lo había engatusado para la reconciliación como parte de un plan para retomar el poder. A lo largo de los siguientes años, Carolina y él vivieron de manera discreta, evitando la actividad política pública. Tuvieron tres hijos más, Guillermo, María y Luisa, que se criaron a caballo entre Leicester House y Richmond, donde se encontraba la residencia de verano de Jorge.
En 1721, la debacle económica de la burbuja de los mares del sur le permitió a Walpole ascender a la cumbre del Gobierno. Junto con los whigs, dominaba la política, puesto que el rey se temía que los tories no iban a brindar su apoyo a la sucesión tal y como se había esbozado en el Acta de Establecimiento. El poder de los whigs era tal que los tories no volvieron a gobernar durante medio siglo.

### Primera parte de su reinado

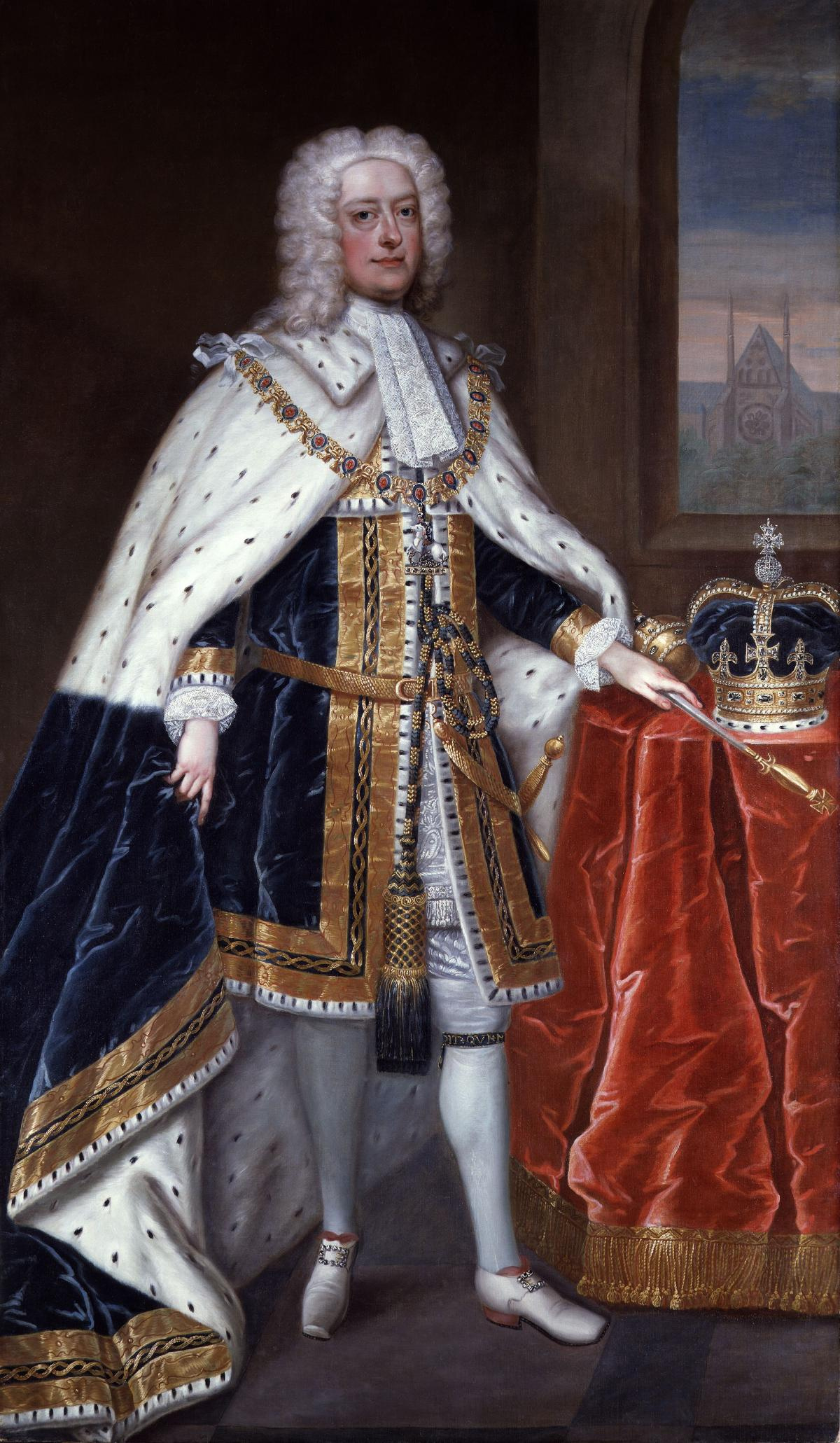
Retrato hecho por Charles Jervas alrededor de 1727

Jorge I falleció el 11 de juniojul./ 22 de junio de 1727greg., durante una de sus visitas a Hannover, y Jorge II lo sucedió como rey y elector a los 43 años de edad. El recién coronado monarca decidió no acudir al funeral de su padre en Alemania, lo que, en vez de críticas, le granjeó las alabanzas de los ingleses que consideraban esto una prueba de su afecto por Inglaterra. Suprimió el testamento de su padre, dado que trataba de diseminar la herencia entre sus futuros nietos en vez de concederle todos los dominios, tanto británicos como hannoverianos, a una misma persona. Los ministros británicos y hannoverianos consideraban que el testamento era ilegal, dado que, legalmente, no recaía en Jorge I el poder de determinar la sucesión por sí mismo. Los críticos, en cambio, aseguraban que Jorge II había hecho caso omiso del testamento para no tener que abonar la herencia de su padre.
Jorge II fue coronado rey en la abadía de Westminster el 11 de octubrejul./ 22 de octubre de 1727greg.. Se le encomendó a Georg Friedrich Händel la composición de cuatro nuevos himnos para la ceremonia de coronación, incluido el Zadok the Priest.
En la época, eran muchos los que creían que Jorge iba a destituir a Walpole, que lo había angustiado al unirse al gobierno de su padre, para reemplazarlo por Spencer Compton. Le pidió a este, en vez de a Walpole, que le escribiera el primer discurso como monarca, pero este, a su vez, se lo encomendó al propio Walpole. Carolina le recomendó a su marido que lo mantuviese y este se ganó el favor real al garantizarle una lista civil —una cantidad de dinero que el Parlamento destinaba cada año para que los gastos oficiales del rey— de ochocientas mil libras. Walpole reunió una mayoría considerable en el Parlamento y al monarca no le quedó otra opción que mantenerlo si no quería arriesgarse a desencadenar inestabilidad ministerial. Compton, a su vez, fue hecho noble como Lord Wilmington al año siguiente.
Walpole dirigía la política doméstica y, tras la dimisión de su cuñado, Townshend, en 1730, pasó a controlar también la exterior. El grueso de los historiadores cree que Jorge desempeñó un papel honorífico en Gran Bretaña y siguió al pie de la letra los consejos de Walpole y los principales ministros, quienes eran los que en realidad tomaban las decisiones importantes. Si bien el rey esperaba con ansia el estallido de una guerra en Europa, sus ministros se mostraban más cautelosos. La guerra anglo-española llegó a su fin y Jorge trató sin éxito de que Walpole empujase a Gran Bretaña a la guerra de sucesión polaca en el bando de los Estados germánicos. En abril de 1733, Walpole revocó un proyecto de ley relacionado con impuestos sobre consumos específicos que había suscitado fuertes críticas, incluso de miembros de su propio partido, y Jorge le brindó su apoyo al destituir de sus cargos en la corte a los que se habían opuesto a él.

### Problemas familiares

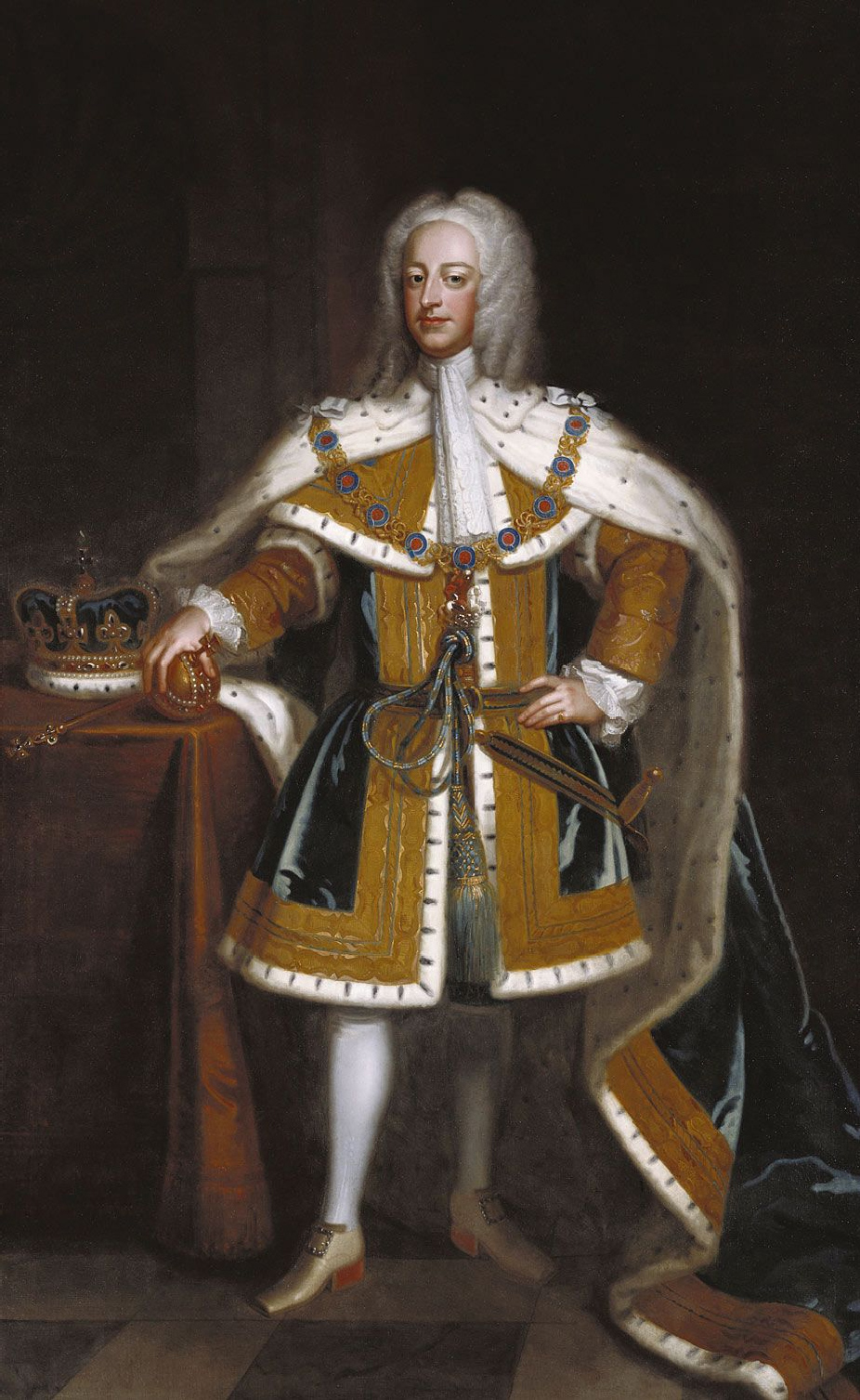
Retrato hecho por Enoch Seeman alrededor de 1730

La relación de Jorge II con su hijo y heredero, Federico Luis de Gales, empeoró en la década de 1730. El vástago se había quedado en Alemania cuando sus padres llegaron a Inglaterra y no se habían vuelto a reunir en catorce años, hasta que, en 1728, lo llevaron allí. Se convirtió, con rapidez, en testaferro de la oposición política. Cuando, en los veranos de 1729, 1732 y 1735, Jorge marchó a Hannover, dejó a su mujer en vez de a su hijo a cargo de la regencia. Mientras tanto, la rivalidad entre Jorge y su cuñado y primo primero, Federico Guillermo I de Prusia, devino en tensiones a lo largo de la frontera entre Prusia y Hannover; al final, se movilizaron tropas en la zona fronteriza y se sugirió un duelo entre ambos monarcas. Aunque durante años se negoció un posible matrimonio entre el príncipe de Gales y una de las hijas de Federico Guillermo, Guillermina, ninguna de las partes hizo las concesiones requeridas por la otra, por lo que la idea se aparcó. En cambio, el príncipe se casó con la princesa Augusta de Sajonia-Gotha en abril de 1736.
Jorge regresó a Hannover en mayo de 1736, lo que alimentó su impopularidad en Inglaterra. Se llegó incluso a colgar una notificación satírica a las puertas del palacio de St. James denunciando su ausencia: «Perdido o extraviado de esta casa —decía— un hombre que ha dejado una mujer y seis hijos al amparo de la parroquia». El rey planeó regresar en diciembre pese al mal tiempo y, cuando su barco quedó atrapado en una tormenta, corrió por Londres el rumor de que se había ahogado. Al final, llegó a Inglaterra en enero de 1737. Cayó enfermo de inmediato, con hemorroides y fiebre, por lo que tuvo que retirarse a su cama. Como el príncipe de Gales comenzó a decir que se estaba muriendo, Jorge insistió en levantarse y acudir a eventos sociales con el fin de desmentir los rumores y calmar los temores.
Cuando el príncipe de Gales solicitó al Parlamento un incremento de su prestación, estalló una disputa abierta. El rey, que tenía fama de tacaño, le ofreció una solución privada, pero Federico la rechazó. El Parlamento votó en contra de la medida, pero el monarca, aunque reticente, aumentó la cuantía siguiendo el consejo de Walpole. La tensión se reavivó cuando Federico privó al rey y a la reina de presenciar el nacimiento de su hija en julio de 1737; para ello, metió a su mujer, que ya estaba de parto, en un carruaje y partió en medio de la noche. Jorge lo expulsó a él y su familia de la corte real, de la misma manera en que su propio padre había hecho, aunque permitiéndole a Federico retener la custodia de sus hijos.
La mujer de Jorge, Carolina, falleció poco después, el 9 de octubrejul./ 20 de octubre de 1737greg.. Quedó muy afectado por su muerte y, para sorpresa de muchos, desplegó, según hace notar Hervey en sus memorias, «una ternura de la que el mundo le creía totalmente incapaz hasta entonces». La fallecida le había dicho, en su lecho de muerte, que se volviese a casar, a lo que él repuso: «Non, j'aurai des maîtresses!» —traducido del francés, «¡No, tendré amantes!»—. Por aquel entonces ya se sabía que Jorge había tenido amantes durante su matrimonio e incluso le había informado a Carolina. Henrietta Howard, que más tarde sería condesa de Suffolk, se había mudado a Hannover con su marido durante el reinado de Ana y había sido una de las mujeres de la alcoba de Carolina. Había sido amante de Jorge antes de su accesión al trono, hasta noviembre de 1734. Le había seguido Amalia de Wallmoden, más tarde condesa de Yarmouth, cuyo hijo, Juan Luis de Wallmoden-Gimborn, podría haber sido de Jorge. No obstante, nació cuando Amalia aún estaba casada con su marido y el monarca no lo reconoció públicamente como su vástago.

### Guerra y rebelión

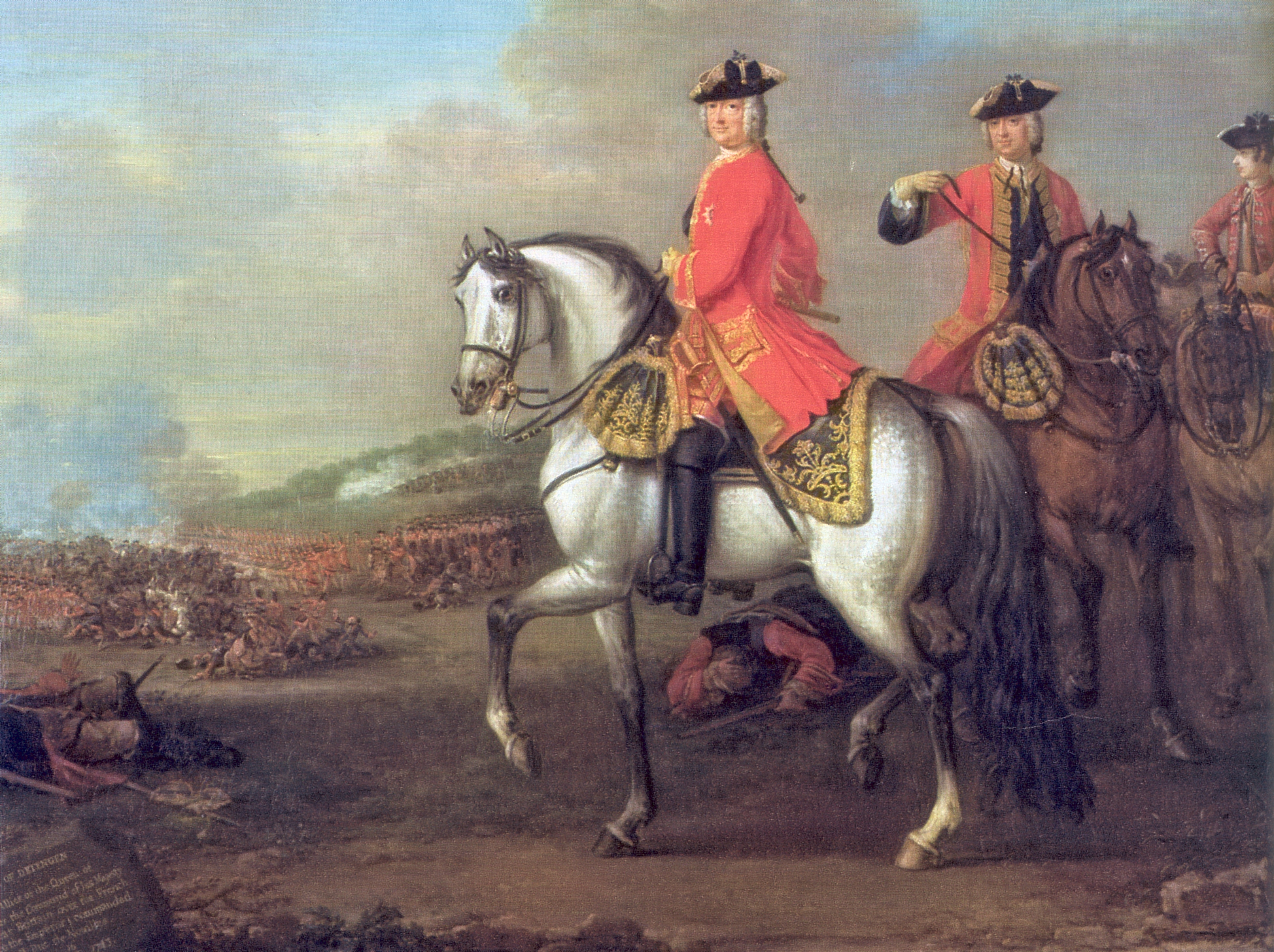
Jorge acompañó y lideró a sus tropas hasta la victoria en la batalla de Dettingen. El cuadro es obra de John Wootton

Desoyendo los deseos de Walpole, pero para agrado de Jorge, Gran Bretaña reanudó las hostilidades con España en 1739. El conflicto entre ambas potencias, conocido como la guerra del Asiento, pasó a formar parte de un conflicto a mayor escala, la guerra de sucesión austriaca, que estalló tras el fallecimiento de Carlos VI, emperador del Sacro Imperio Romano Germánico, en 1740. En el centro de la disputa estaba el derecho de la hija de Carlos, María Teresa, a sucederle al frente de sus dominios austriacos. Jorge pasó los veranos de 1740 y 1741 en Hannover, donde tuvo ocasión de participar de manera directa en las cuestiones diplomáticas, gracias a su condición de elector.

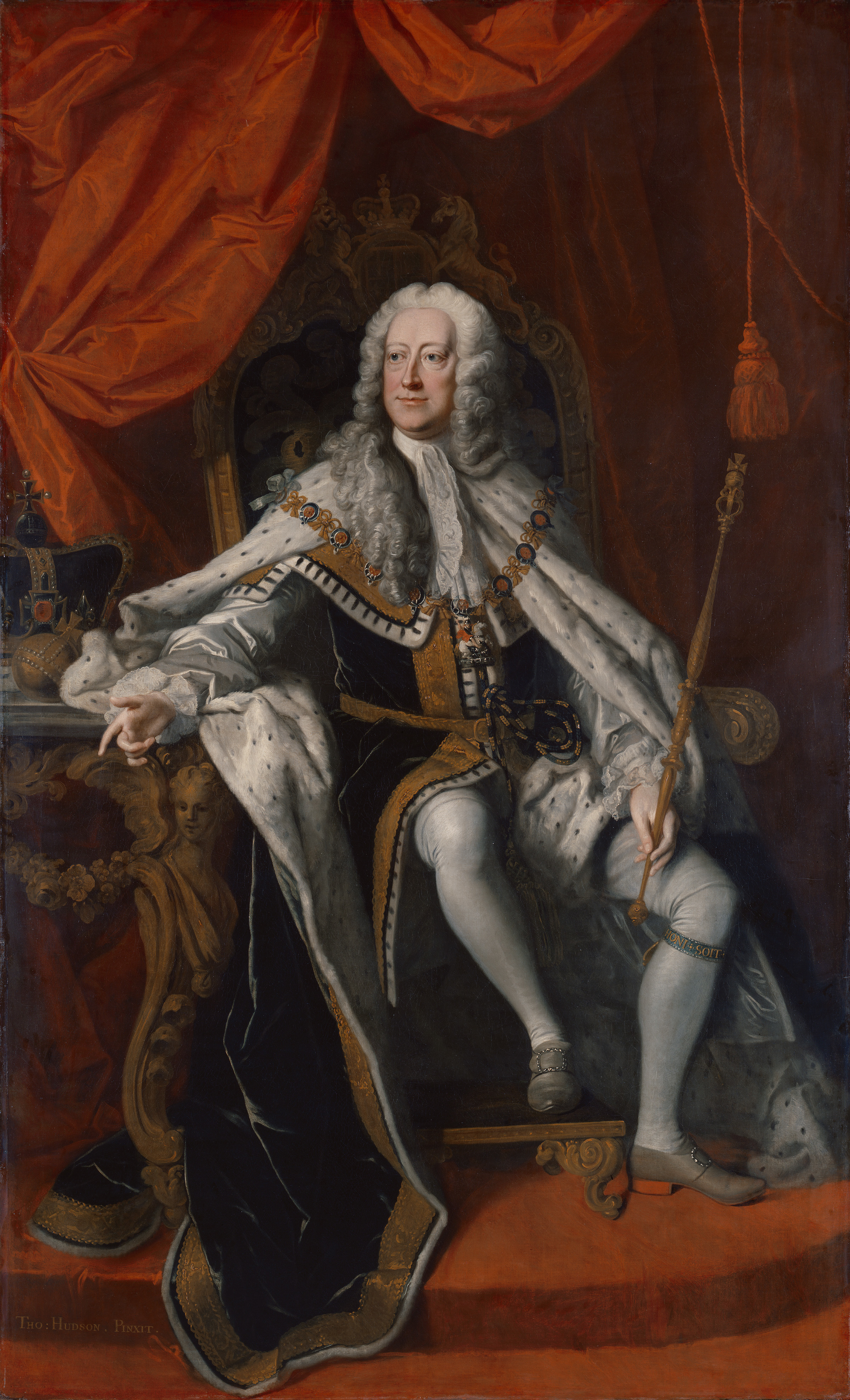
El rey retratado por Thomas Hudson, 1744

El príncipe Federico hizo campaña activa por la oposición en las elecciones generales de 1747 y Walpole no consiguió granjearse una mayoría estable. Intentó ganarse el favor del príncipe con la promesa de que incrementaría su prestación y pagaría sus deudas, pero este se negó. Sin su apoyo, se retiró en 1742, tras veinte años fungiendo como primer ministro. Lo reemplazó Spencer Compton, a quien el monarca ya había considerado para el puesto en 1727. No obstante, no era más que un títere, puesto que el poder real lo tenían otros, como John Carteret, el segundo ministro favorito del rey después de Walpole. Cuando Wilmington falleció en 1743, Henry Pelham lo sucedió en el cargo.
Carteret dirigía la facción favorable a la guerra y aseguraba que el poder francés se incrementaría si María Teresa no conseguía erigirse como sucesora al trono austriaco. Jorge estuvo de acuerdo en enviar doce mil mercenarios hessianos y daneses a Europa para ofrecerle apoyo. Sin consultar a sus ministros británicos, los estacionó en Hannover para evitar que las tropas enemigas se internasen en el electorado. El ejército británico no había entrado en combate en una guerra europea en más de dos decenios, lo que había llevado al Gobierno a descuidar su mantenimiento. El monarca había intentado que las filas se profesionalizasen y que los ascensos viniesen determinados por mérito en vez de por la compra de nombramientos, pero sin éxito. Una fuerza aliada de tropas austriacas, británicas, neerlandesas, hannoverianas y hessianas entró en combate con los franceses en la batalla de Dettingen, el 16 de juniojul./ 27 de junio de 1743greg.. Jorge las acompañó personalmente —siendo el último monarca británico en hacerlo— y las lideró hasta la victoria. Pese a que sus acciones en la batalla se vieron con admiración, la guerra suscitó impopularidad entre los ciudadanos británicos, que sentían que el rey y Carteret estaban subordinando los intereses británicos a los hannoverianos. El ministro dimitió en 1744, para consternación del monarca.

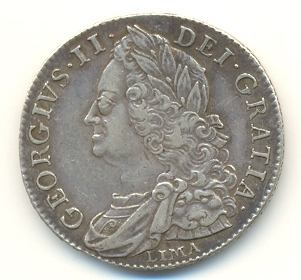
Media corona de Jorge II, 1746. La inscripción reza GEORGIUS II DEI GRATIA («Jorge II por la gracia de Dios»). Debajo de la cabeza del rey aparece la palabra LIMA, para mostrar que la moneda se acuñó con plata capturada de una flota española que salía de Lima, Perú, en el contexto de la guerra de Sucesión austriaca

La tensión entre el gabinete de Pelham y Jorge se incrementó, puesto que este continuó haciendo caso a Carteret y, pese a la presión de los otros ministros, se negó a hacer ministro a William Pitt, que habría robustecido la base de apoyo del Gobierno. Le desagradaba esta figura, puesto que se había opuesto en ocasiones a las políticas gubernamentales y atacado las medidas que veía como filohannoverianas. Pelham y sus acólitos dimitieron en febrero de 1746. Jorge les pidió a William Pulteney y Carteret que conformasen una Administración, pero, tras apenas cuarenta y ocho horas, la disolvieron, incapaces de reunir apoyos parlamentarios suficientes. Pelham regresó a su cargo triunfante y Jorge se vio obligado a designar a Pitt como ministro.
Los franceses que se oponían a Jorge instigaron la rebelión de los jacobitas, que apoyaban al demandante católico del trono británico, Jacobo Francisco Eduardo Estuardo, conocido como el Viejo Pretendiente e hijo de Jacobo II, depuesto en 1688 y reemplazado por sus relaciones protestantes. Las rebeliones jacobitas de 1715 y 1719 habían fracasado. En julio de 1745, el hijo de Jacobo, Carlos Eduardo Estuardo, conocido como el Joven Pretendiente, arribó a Escocia, donde el apoyo a su causa era mayor. Jorge, que veraneaba en Hannover, regresó a Londres a finales de agosto. Las jacobitas derrotaron a las fuerzas británicas en septiembre en la batalla de Prestonpans y después pusieron rumbo al sur, adentrándose en Inglaterra. No obstante, no consiguieron recabar más apoyos y los franceses, que habían prometido brindarles ayuda, se echaron atrás; perdida la moral, los jacobitas recularon de vuelta a Escocia. El 16 de abriljul./ 27 de abril de 1746greg., Carlos se enfrentó al hijo de Jorge, el príncipe Guillermo Augusto, en la batalla de Culloden, el último combate duro librado en suelo británico. El ejército gubernamental condujo a las diezmadas tropas jacobitas y, si bien Carlos consiguió escapar a Francia, muchos de sus simpatizantes fueron apresados y ejecutados. El jacobismo se diluyó y no se llevó a cabo ningún otro intento por restaurar a los Estuardo en el trono. La guerra de sucesión austriaca se prolongó hasta 1748, cuando María Teresa fue finalmente reconocida archiduquesa de Austria. La paz se celebró con una fiesta en el londinense Green Park, para la que Händel compuso Música para los reales fuegos de artificio.

### Últimos años

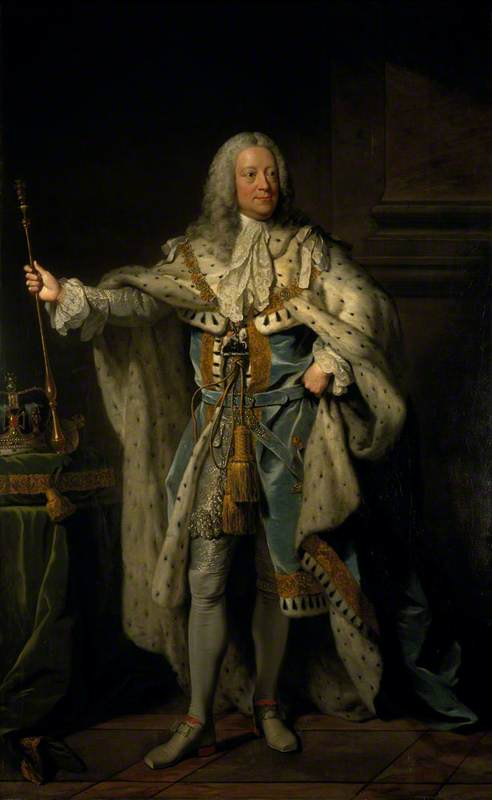
Retrato realizado por John Shackleton, 1755

De cara a las elecciones generales celebradas en 1747, el príncipe de Gales volvió a hacer campaña activa por la oposición, pero el partido de Pelham se impuso con facilidad. Al igual que su padre antes que él, el príncipe se reunió con miembros de la oposición en su casa de Leicester Square. Cuando este falleció de manera repentina en 1751, su hijo mayor, el príncipe Jorge, se convirtió en heredero. El rey lloró esta muerte con la viuda, la princesa de Gales. Dado que su hijo no alcanzaría la mayoría de edad hasta 1756, se aprobó una nueva Acta de Regencia, de modo que, en caso de que Jorge II falleciera, ella, asistida por un consejo dirigido por el duque de Cumberland, se convirtiera en regente. El rey elaboró también un nuevo testamento, según el que Cumberland sería el único regente de Hannover. Tras la muerte de su hija Luisa a finales de año, Jorge escribió: «Este ha sido un año fatal para mi familia. He perdido a mi hijo mayor; pero me alegro de ello [...] Ahora [Luisa] se ha ido. Sé que no amaba a mis hijos cuando eran jóvenes: odiaba tenerlos corriendo por mi habitación; pero ahora los amo tanto como la mayoría de los padres».

#### Guerra de los Siete Años
A Pelham, que falleció en 1754, lo sucedió su hermano mayor, el duque de Newcastle. Las hostilidades entre Francia y Gran Bretaña, con especial incidencia en lo relativo a la colonización de América, seguían candentes. Por temor a una invasión francesa de Hannover, Jorge se alineó con Prusia, gobernada por su sobrino, Federico el Grande y enemiga de Austria. La invasión francesa de la isla de Menorca, por aquel entonces bajo dominio británico, devino en el estallido de la guerra de los Siete Años en 1756. La inquietud de la ciudadanía fue en aumento con los fracasos británicos al comienzo del conflicto y provocó la dimisión de Newcastle y la designación de William Cavendish como primer ministro y de William Pitt como secretario de Estado para el Departamento del Sur. En abril del año siguiente, Jorge destituyó a Pitt, en un intento por erigir una administración que se ajustase más a sus gustos. En los tres meses que siguieron, fracasaron varios intentos de formar una combinación ministerial estable. En junio, James Waldegrave fungió como secretario durante tan solo cuatro días. Pitt regresó a comienzos de julio y el duque de Newcastle volvió a ocupar el cargo de primer ministro. Como secretario de Estado, Pitt se encargó de emitir las directrices relacionadas con la política de guerra. Gran Bretaña, Hannover, Prusia y sus aliados, Hesse-Kassel y Brunswick-Wolfenbüttel, estaban enfrentados a otras potencias europeas, entre las que se incluían Francia, Austria, Rusia, Suecia y Sajonia. La guerra se desarrolló en múltiples teatros, desde Europa hasta América del Norte e India, donde el dominio británico se incrementó con las victorias de Robert Clive sobre las fuerzas francesas y sus aliados en las batallas de Arcot y Plassey.

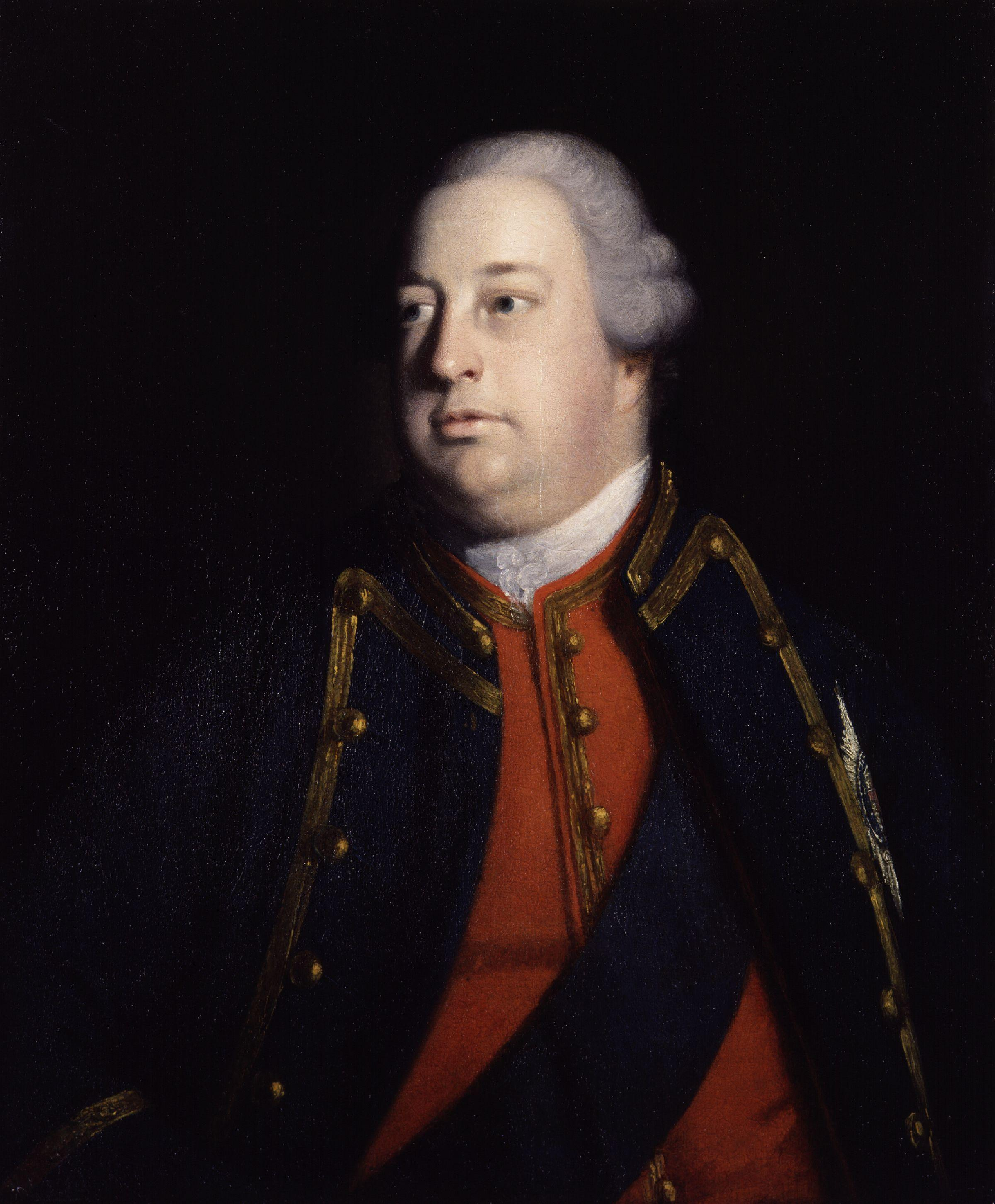
Jorge dijo que su hijo, Guillermo Augusto de Cumberland, lo había arruinado y avergonzado

El hijo de Jorge, el duque de Cumberland, comandaba las tropas reales del norte de Alemania. Hannover fue invadida en 1757, y Jorge le concedió poderes totales para alcanzar una paz de manera independiente. Llegado septiembre, no obstante, estaba furioso por lo que este había negociado, ya que creía que favorecía en gran medida a los franceses. Llegó a decir que su hijo lo había arruinado y avergonzado. Por decisión propia, este dimitió de sus cargos militares y Jorge revocó el acuerdo de paz alegando que los franceses lo habían infringido al desarmar a las tropas hessianas tras el alto el fuego.
En el annus mirabilis de 1759, las fuerzas británicas tomaron Quebec y Guadalupe. Los planes franceses de invasión de Gran Bretaña fracasaron tras las derrotas en las batallas navales de Lagos y Quiberon y una coalición de fuerzas anglohannoverianas consiguió detener en la batalla de Minden el avance francés sobre Hannover.

#### Fallecimiento
En octubre de 1760, Jorge ya estaba ciego de un ojo y tenía problemas de audición. En la mañana del 25 de octubre, se levantó, como era habitual, a las seis, se bebió una copa de chocolate caliente y se dirigió, a solas, a su retrete. Tras unos pocos minutos, su valet escuchó un estruendo y accedió a la habitación, donde se encontró al rey tendido en el suelo; su médico, Frank Nicholls, anotó que «parecía que justo se había levantado de su retrete, como si fuese a abrir el cajón de su escritorio».
Se lo colocó en su cama y se hizo llamar a la princesa Amelia; sin embargo, antes de que pudiese llegar, su padre ya estaba muerto. Con casi 77 años, había vivido más que ninguno de sus predecesores ingleses o británicos. La autopsia reveló que había sido víctima de una disección aórtica.
Lo sucedió su nieto, Jorge III del Reino Unido, y fue enterrado el 11 de noviembre en la abadía de Westminster, siendo, hasta la fecha, el último monarca que reposa allí. Dejó órdenes para que se retirasen los extremos laterales de su ataúd y el de su mujer, de modo que sus restos pudiesen mezclarse.

## Legado
Jorge donó la biblioteca real al Museo Británico en 1757, cuatro años después de que este abriera sus puertas. No mostraba interés alguno por la lectura, las artes o las ciencias, y prefería dedicar su tiempo de ocio a la caza de ciervos o a jugar a las cartas. Fundó en 1737 la Universidad de Gotinga, la primera del Electorado de Hannover, y la visitó once años más tarde. El asteroide (359) Georgia lleva ese nombre en su honor. Ejerció de canciller del Trinity College de Dublín desde 1716 hasta 1727 y, en 1754, emitió la carta real para la fundación del King's College en la ciudad de Nueva York, que pasaría a ser la Universidad de Columbia. La provincia de Georgia, fundada en 1732 de igual manera, fue nombrada así por él.

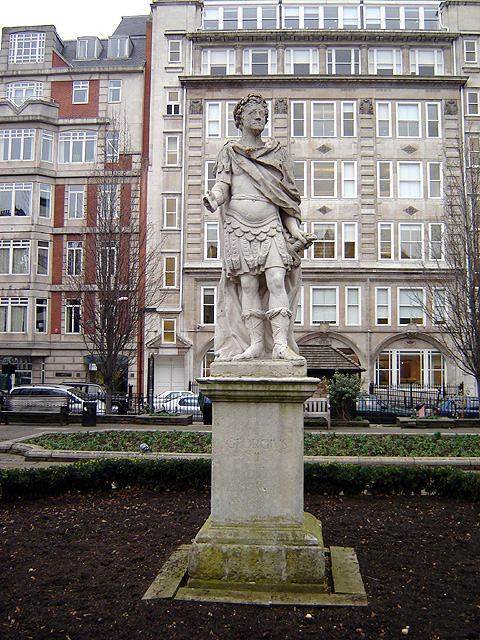
Estatua de Jan van Nost en Goldon Square, Londres

Durante su reinado, el área de influencia británica se expandió por todo el mundo, se sofocó el desafío jacobita a la dinastía hannoveriana y el poder de los ministros y el Parlamento se asentó. No obstante, en las memorias de importantes figuras de la época, como John Hervey u Horace Walpole, se le presenta como un bufón débil, manejado por su esposa y sus ministros. Las biografías escritas durante el siglo XIX y comienzos del XX se basaron en estas fuentes sesgadas. Desde el último cuarto del siglo pasado, los análisis académicos de su correspondencia apuntan a que no habría sido tan inefectivo como se pensaba. Las cartas de los ministros tienen anotaciones pertinentes del monarca y muestran que entendía y tenía especial interés en la política exterior. A menudo conseguía evitar el nombramiento de ministros o comandantes que no le agradaban o relegarlos a puestos menos importantes. Esta revaluación académica, sin embargo, no ha conseguido desterrar por completo la percepción que se tenía de él como un «rey ligeramente grotesco». Su parsimonia, por ejemplo, bien podría haberle hecho parecer ridículo, pero sus biógrafos apuntan que la parsimonia era preferible a la extravagancia. El político James Caulfeild justificaba su mal humor explicando que la sinceridad a la hora de expresar los sentimientos es mejor que el engaño: «Su carácter era caliente e impetuoso, pero él era bondadoso y sincero. Poco dotado del talento real para la disimulación, era siempre lo que parecía ser. Puede que ofendiera, pero nunca engañaba». Otro político, James Waldegrave, escribió lo siguiente: «Estoy profundamente convencido de que, de aquí a un tiempo, cuando el tiempo haya desteñido esas manchas e imperfecciones que mancillan a las figuras más brillantes, y de las que ningún hombre está totalmente libre, se le contará entre esos reyes patriotas bajo cuyo gobierno la gente ha disfrutado de la mayor felicidad».
Puede que no desempeñara un papel fundamental en la historia, pero tuvo su influencia en determinados momentos y sostuvo el gobierno constitucional. Elizabeth Montagu dijo de él:

Con él, nuestras leyes y libertades estaban a salvo. Disfrutaba, en gran medida, de la confianza de su pueblo y el respeto de los gobiernos extranjeros, y cierta estabilidad de carácter lo volvió muy trascendente en estos tiempos convulsos [...] Su carácter no podría ser sujeto de poesía épica, pero lucirá bien en la página sobria de la historia.

## Títulos, tratamientos y armas

### Títulos y tratamientos
| ● 9 de noviembre de 1706-1 de agosto de 1714: | ¿? duque y marqués de Cambridge, conde de Milford Haven, vizconde Norhallerton y barón de Tewkesbury                               |
| ● 1 de agosto de 1714-27 de octubre de 1714:  | Su alteza Jorge Augusto, príncipe de Gran Bretaña, príncipe electoral de Brunswick-Luneburgo, duque de Cornwall y Rothesay, et al. |
| ● 27 de octubre de 1714-22 de junio de 1727:  | Su alteza el príncipe de Gales |
| ● 22 de junio de 1727-25 de octubre de 1760:  | Su majestad el rey (1) |

1. Título oficial completo: Jorge Segundo, por la Gracia de Dios, Rey de Gran Bretaña, Francia e Irlanda, Defensor de la Fe, Duque de Brunswick-Luneburgo, Architesorero y Príncipe-Elector del Sacro Imperio Romano Germánico.

### Armas
| Escudo de armas como príncipe de Gales 1714–1727 | Escudo de armas de Jorge II como rey de Gran Bretaña 1727–1760 |

## Descendencia
El 22 de agosto de 1705, Jorge se casó con la margravina Carolina de Brandeburgo-Ansbach en el Schloss Herrenhausen. De este matrimonio nacieron nueve hijos:
- Federico Luis (Schloss Herrenhausen, Hannover, 20 de enero de 1707-Leicester House, 20 de marzo de 1751), nombrado príncipe de Gales y duque de Cornualles. Se casó con Augusta de Sajonia-Gotha, con ella tuvo 7 hijos. Fue padre de Jorge III.

- Ana (Schloss Herrenhausen, Hannover; 2 de noviembre de 1709-La Haya, 12 de enero de 1759), nombrada princesa real el 30 de agosto de 1727; casada con Guillermo IV, príncipe de Orange-Nassau y estatúder de los Países Bajos.

- Amelia (Schloss Herrenhausen, Hannover, 10 de junio o 30 de mayo de 1711-Cavendish Square, Soho, Londres, 31 de octubre de 1786).

- Carolina Isabel (Schloss Herrenhausen, Hannover, 10 de junio de 1713-palacio de St. James, 28 de diciembre de 1757).

- Un hijo (n. y m. en Londres en noviembre de 1716).

- Jorge Guillermo (palacio de St. James, 2 de noviembre de 1717-palacio de Kensington, 6 de febrero de 1718).

- Guillermo Augusto  (Leicester House, 15 de abril de 1721-Londres, 31 de octubre de 1765), nombrado duque de Cumberland y conde de Kennington (1726).

- María (Leicester House, 22 de febrero de 1723-Hanau, 14 de enero de 1772), casada con Federico II, landgrave de Hesse-Kassel.

- Luisa (Leicester House, 7 de diciembre de 1724-palacio de Christiansborg, 19 de diciembre de 1751), casada con Federico V, rey de Dinamarca y de Noruega.

Fue padre de un hijo ilegítimo con Amelia Sofía de Wendt (1710-Hannover, 20 de octubre de 1765), nombrada condesa de Yarmouth: Johann Luis (Hannover, 22 de abril de 1736 – Hannover, 10 de octubre de 1811), nombrado conde de Wallmoden-Gimborn, siendo conocido con este título; casado primero con Charlotte de Wangenheim y luego con Louise Christiane de Lichtenstein.

## Ancestros
| \| \| \| \| \| \| \| \| \| \| \| \| \| \| \| \| \| \| \| \| 16. Guillermo de Brunswick-Luneburgo \| \| \| \| \| \| \| \| \| \| \| \| \| \| \| \| \| \| \| \| \| \| \| \| \| \| \| \| \| \| \| \| \| \| \| \| \| \| \| \| \| \| \| \| \| \| \| \| \| \| \| \| \| \| 8. Jorge de Brunswick-Luneburgo (= 12) \| \| \| \| \| \| \| \| \| \| \| \| \| \| \| \| \| \| \| \| \| \| \| \| \| \| \| \| \| \| \| \| \| \| \| \| \| \| \| \| \| \| \| \| \| \| \| \| \| \| \| \| \| \| 17. Dorotea de Dinamarca \| \| \| \| \| \| \| \| \| \| \| \| \| \| \| \| \| \| \| \| \| \| \| \| \| \| \| \| \| \| \| \| \| \| \| \| \| \| \| \| \| \| \| \| \| \| \| \| \| \| \| \| \| \| 4. Ernesto Augusto de Brunswick-Luneburgo \| \| \| \| \| \| \| \| \| \| \| \| \| \| \| \| \| \| \| \| \| \| \| \| \| \| \| \| \| \| \| \| \| \| \| \| \| \| \| \| \| \| \| \| \| \| \| \| \| \| \| \| \| \| 18. Luis V de Hesse-Darmstadt \| \| \| \| \| \| \| \| \| \| \| \| \| \| \| \| \| \| \| \| \| \| \| \| \| \| \| \| \| \| \| \| \| \| \| \| \| \| \| \| \| \| \| \| \| \| \| \| \| \| \| \| \| \| 9. Ana Leonor de Hesse-Darmstadt (= 13) \| \| \| \| \| \| \| \| \| \| \| \| \| \| \| \| \| \| \| \| \| \| \| \| \| \| \| \| \| \| \| \| \| \| \| \| \| \| \| \| \| \| \| \| \| \| \| \| \| \| \| \| \| \| 19. Magdalena de Brandeburgo \| \| \| \| \| \| \| \| \| \| \| \| \| \| \| \| \| \| \| \| \| \| \| \| \| \| \| \| \| \| \| \| \| \| \| \| \| \| \| \| \| \| \| \| \| \| \| \| \| \| \| \| \| \| 2. Jorge I de Gran Bretaña \| \| \| \| \| \| \| \| \| \| \| \| \| \| \| \| \| \| \| \| \| \| \| \| \| \| \| \| \| \| \| \| \| \| \| \| \| \| \| \| \| \| \| \| \| \| \| \| \| \| \| \| \| \| 20. Federico IV del Palatinado \| \| \| \| \| \| \| \| \| \| \| \| \| \| \| \| \| \| \| \| \| \| \| \| \| \| \| \| \| \| \| \| \| \| \| \| \| \| \| \| \| \| \| \| \| \| \| \| \| \| \| \| \| \| 10. Federico V del Palatinado \| \| \| \| \| \| \| \| \| \| \| \| \| \| \| \| \| \| \| \| \| \| \| \| \| \| \| \| \| \| \| \| \| \| \| \| \| \| \| \| \| \| \| \| \| \| \| \| \| \| \| \| \| \| 21. Luisa Juliana de Orange-Nassau \| \| \| \| \| \| \| \| \| \| \| \| \| \| \| \| \| \| \| \| \| \| \| \| \| \| \| \| \| \| \| \| \| \| \| \| \| \| \| \| \| \| \| \| \| \| \| \| \| \| \| \| \| \| 5. Sofía, princesa del Palatinado del Rin \| \| \| \| \| \| \| \| \| \| \| \| \| \| \| \| \| \| \| \| \| \| \| \| \| \| \| \| \| \| \| \| \| \| \| \| \| \| \| \| \| \| \| \| \| \| \| \| \| \| \| \| \| \| 22. Jacobo I de Inglaterra y VI de Escocia \| \| \| \| \| \| \| \| \| \| \| \| \| \| \| \| \| \| \| \| \| \| \| \| \| \| \| \| \| \| \| \| \| \| \| \| \| \| \| \| \| \| \| \| \| \| \| \| \| \| \| \| \| \| 11. Isabel Estuardo \| \| \| \| \| \| \| \| \| \| \| \| \| \| \| \| \| \| \| \| \| \| \| \| \| \| \| \| \| \| \| \| \| \| \| \| \| \| \| \| \| \| \| \| \| \| \| \| \| \| \| \| \| \| 23. Ana de Dinamarca \| \| \| \| \| \| \| \| \| \| \| \| \| \| \| \| \| \| \| \| \| \| \| \| \| \| \| \| \| \| \| \| \| \| \| \| \| \| \| \| \| \| \| \| \| \| \| \| \| \| \| \| \| \| 1. Jorge II de Gran Bretaña \| \| \| \| \| \| \| \| \| \| \| \| \| \| \| \| \| \| \| \| \| \| \| \| \| \| \| \| \| \| \| \| \| \| \| \| \| \| \| \| \| \| \| \| \| \| \| \| \| \| \| \| \| \| 24. Duque Guillermo de Brunswick-Luneburgo \| \| \| \| \| \| \| \| \| \| \| \| \| \| \| \| \| \| \| \| \| \| \| \| \| \| \| \| \| \| \| \| \| \| \| \| \| \| \| \| \| \| \| \| \| \| \| \| \| \| \| \| \| \| 12. Jorge de Brunswick-Luneburgo (= 8) \| \| \| \| \| \| \| \| \| \| \| \| \| \| \| \| \| \| \| \| \| \| \| \| \| \| \| \| \| \| \| \| \| \| \| \| \| \| \| \| \| \| \| \| \| \| \| \| \| \| \| \| \| \| 25. Princesa Dorotea de Dinamarca \| \| \| \| \| \| \| \| \| \| \| \| \| \| \| \| \| \| \| \| \| \| \| \| \| \| \| \| \| \| \| \| \| \| \| \| \| \| \| \| \| \| \| \| \| \| \| \| \| \| \| \| \| \| 6. Jorge Guillermo de Brunswick-Luneburgo \| \| \| \| \| \| \| \| \| \| \| \| \| \| \| \| \| \| \| \| \| \| \| \| \| \| \| \| \| \| \| \| \| \| \| \| \| \| \| \| \| \| \| \| \| \| \| \| \| \| \| \| \| \| 26. Luis V del Hesse-Darmstadt \| \| \| \| \| \| \| \| \| \| \| \| \| \| \| \| \| \| \| \| \| \| \| \| \| \| \| \| \| \| \| \| \| \| \| \| \| \| \| \| \| \| \| \| \| \| \| \| \| \| \| \| \| \| 13. Ana Leonor de Hesse-Darmstadt (= 9) \| \| \| \| \| \| \| \| \| \| \| \| \| \| \| \| \| \| \| \| \| \| \| \| \| \| \| \| \| \| \| \| \| \| \| \| \| \| \| \| \| \| \| \| \| \| \| \| \| \| \| \| \| \| 27. Princesa Magdalena de Brandeburgo \| \| \| \| \| \| \| \| \| \| \| \| \| \| \| \| \| \| \| \| \| \| \| \| \| \| \| \| \| \| \| \| \| \| \| \| \| \| \| \| \| \| \| \| \| \| \| \| \| \| \| \| \| \| 3. Princesa Sofía Dorotea de Brunswick-Luneburgo \| \| \| \| \| \| \| \| \| \| \| \| \| \| \| \| \| \| \| \| \| \| \| \| \| \| \| \| \| \| \| \| \| \| \| \| \| \| \| \| \| \| \| \| \| \| \| \| \| \| \| \| \| \| 28. Alexandre Desmier, señor d'Olbreuse \| \| \| \| \| \| \| \| \| \| \| \| \| \| \| \| \| \| \| \| \| \| \| \| \| \| \| \| \| \| \| \| \| \| \| \| \| \| \| \| \| \| \| \| \| \| \| \| \| \| \| \| \| \| 14. Alexandre Desmier, señor d'Olbreuse \| \| \| \| \| \| \| \| \| \| \| \| \| \| \| \| \| \| \| \| \| \| \| \| \| \| \| \| \| \| \| \| \| \| \| \| \| \| \| \| \| \| \| \| \| \| \| \| \| \| \| \| \| \| 29. Marie Baudoin de Peux \| \| \| \| \| \| \| \| \| \| \| \| \| \| \| \| \| \| \| \| \| \| \| \| \| \| \| \| \| \| \| \| \| \| \| \| \| \| \| \| \| \| \| \| \| \| \| \| \| \| \| \| \| \| 7. Leonor, condesa de Harburg y Wilhelmsburg \| \| \| \| \| \| \| \| \| \| \| \| \| \| \| \| \| \| \| \| \| \| \| \| \| \| \| \| \| \| \| \| \| \| \| \| \| \| \| \| \| \| \| \| \| \| \| \| \| \| \| \| \| \| 30. Joachim Poussard, señor de Bas-Vandré \| \| \| \| \| \| \| \| \| \| \| \| \| \| \| \| \| \| \| \| \| \| \| \| \| \| \| \| \| \| \| \| \| \| \| \| \| \| \| \| \| \| \| \| \| \| \| \| \| \| \| \| \| \| 15. Jacquette Poussard du Bas-Vandré et de Saint-Marc \| \| \| \| \| \| \| \| \| \| \| \| \| \| \| \| \| \| \| \| \| \| \| \| \| \| \| \| \| \| \| \| \| \| \| \| \| \| \| \| \| \| \| \| \| \| \| \| \| \| \| \| \| \| 31. Suzanne Gaillard de Saint-Dizant \| \| \| \| \| \| \| \| \| \| \| \| \| \| \| \| \| \| \| \| \| \| \| \| \| \| \| \| \| \| \| \| \| \| \| \| \| \| \| \| \| \| \| \| \| \| \| \| \| \| \| \| |                                                       |  |  |  |  |  |  |  |  |  |  |  |  |  |  |  |
| |                                                       |  |  |  |  |  |  |  |  |  |  |  |  |  |  |  |
| | 16. Guillermo de Brunswick-Luneburgo                  |  |  |  |  |  |  |  |  |  |  |  |  |  |  |  |
| |                                                       |  |  |  |  |  |  |  |  |  |  |  |  |  |  |  |
| |                                                       |  |  |  |  |  |  |  |  |  |  |  |  |  |  |  |
| | 8. Jorge de Brunswick-Luneburgo (= 12)                |  |  |  |  |  |  |  |  |  |  |  |  |  |  |  |
| |                                                       |  |  |  |  |  |  |  |  |  |  |  |  |  |  |  |
| |                                                       |  |  |  |  |  |  |  |  |  |  |  |  |  |  |  |
| | 17. Dorotea de Dinamarca                              |  |  |  |  |  |  |  |  |  |  |  |  |  |  |  |
| |                                                       |  |  |  |  |  |  |  |  |  |  |  |  |  |  |  |
| |                                                       |  |  |  |  |  |  |  |  |  |  |  |  |  |  |  |
| | 4. Ernesto Augusto de Brunswick-Luneburgo             |  |  |  |  |  |  |  |  |  |  |  |  |  |  |  |
| |                                                       |  |  |  |  |  |  |  |  |  |  |  |  |  |  |  |
| |                                                       |  |  |  |  |  |  |  |  |  |  |  |  |  |  |  |
| | 18. Luis V de Hesse-Darmstadt                         |  |  |  |  |  |  |  |  |  |  |  |  |  |  |  |
| |                                                       |  |  |  |  |  |  |  |  |  |  |  |  |  |  |  |
| |                                                       |  |  |  |  |  |  |  |  |  |  |  |  |  |  |  |
| | 9. Ana Leonor de Hesse-Darmstadt (= 13)               |  |  |  |  |  |  |  |  |  |  |  |  |  |  |  |
| |                                                       |  |  |  |  |  |  |  |  |  |  |  |  |  |  |  |
| |                                                       |  |  |  |  |  |  |  |  |  |  |  |  |  |  |  |
| | 19. Magdalena de Brandeburgo                          |  |  |  |  |  |  |  |  |  |  |  |  |  |  |  |
| |                                                       |  |  |  |  |  |  |  |  |  |  |  |  |  |  |  |
| |                                                       |  |  |  |  |  |  |  |  |  |  |  |  |  |  |  |
| | 2. Jorge I de Gran Bretaña                            |  |  |  |  |  |  |  |  |  |  |  |  |  |  |  |
| |                                                       |  |  |  |  |  |  |  |  |  |  |  |  |  |  |  |
| |                                                       |  |  |  |  |  |  |  |  |  |  |  |  |  |  |  |
| | 20. Federico IV del Palatinado                        |  |  |  |  |  |  |  |  |  |  |  |  |  |  |  |
| |                                                       |  |  |  |  |  |  |  |  |  |  |  |  |  |  |  |
| |                                                       |  |  |  |  |  |  |  |  |  |  |  |  |  |  |  |
| | 10. Federico V del Palatinado                         |  |  |  |  |  |  |  |  |  |  |  |  |  |  |  |
| |                                                       |  |  |  |  |  |  |  |  |  |  |  |  |  |  |  |
| |                                                       |  |  |  |  |  |  |  |  |  |  |  |  |  |  |  |
| | 21. Luisa Juliana de Orange-Nassau                    |  |  |  |  |  |  |  |  |  |  |  |  |  |  |  |
| |                                                       |  |  |  |  |  |  |  |  |  |  |  |  |  |  |  |
| |                                                       |  |  |  |  |  |  |  |  |  |  |  |  |  |  |  |
| | 5. Sofía, princesa del Palatinado del Rin             |  |  |  |  |  |  |  |  |  |  |  |  |  |  |  |
| |                                                       |  |  |  |  |  |  |  |  |  |  |  |  |  |  |  |
| |                                                       |  |  |  |  |  |  |  |  |  |  |  |  |  |  |  |
| | 22. Jacobo I de Inglaterra y VI de Escocia            |  |  |  |  |  |  |  |  |  |  |  |  |  |  |  |
| |                                                       |  |  |  |  |  |  |  |  |  |  |  |  |  |  |  |
| |                                                       |  |  |  |  |  |  |  |  |  |  |  |  |  |  |  |
| | 11. Isabel Estuardo                                   |  |  |  |  |  |  |  |  |  |  |  |  |  |  |  |
| |                                                       |  |  |  |  |  |  |  |  |  |  |  |  |  |  |  |
| |                                                       |  |  |  |  |  |  |  |  |  |  |  |  |  |  |  |
| | 23. Ana de Dinamarca                                  |  |  |  |  |  |  |  |  |  |  |  |  |  |  |  |
| |                                                       |  |  |  |  |  |  |  |  |  |  |  |  |  |  |  |
| |                                                       |  |  |  |  |  |  |  |  |  |  |  |  |  |  |  |
| | 1. Jorge II de Gran Bretaña                           |  |  |  |  |  |  |  |  |  |  |  |  |  |  |  |
| |                                                       |  |  |  |  |  |  |  |  |  |  |  |  |  |  |  |
| |                                                       |  |  |  |  |  |  |  |  |  |  |  |  |  |  |  |
| | 24. Duque Guillermo de Brunswick-Luneburgo            |  |  |  |  |  |  |  |  |  |  |  |  |  |  |  |
| |                                                       |  |  |  |  |  |  |  |  |  |  |  |  |  |  |  |
| |                                                       |  |  |  |  |  |  |  |  |  |  |  |  |  |  |  |
| | 12. Jorge de Brunswick-Luneburgo (= 8)                |  |  |  |  |  |  |  |  |  |  |  |  |  |  |  |
| |                                                       |  |  |  |  |  |  |  |  |  |  |  |  |  |  |  |
| |                                                       |  |  |  |  |  |  |  |  |  |  |  |  |  |  |  |
| | 25. Princesa Dorotea de Dinamarca                     |  |  |  |  |  |  |  |  |  |  |  |  |  |  |  |
| |                                                       |  |  |  |  |  |  |  |  |  |  |  |  |  |  |  |
| |                                                       |  |  |  |  |  |  |  |  |  |  |  |  |  |  |  |
| | 6. Jorge Guillermo de Brunswick-Luneburgo             |  |  |  |  |  |  |  |  |  |  |  |  |  |  |  |
| |                                                       |  |  |  |  |  |  |  |  |  |  |  |  |  |  |  |
| |                                                       |  |  |  |  |  |  |  |  |  |  |  |  |  |  |  |
| | 26. Luis V del Hesse-Darmstadt                        |  |  |  |  |  |  |  |  |  |  |  |  |  |  |  |
| |                                                       |  |  |  |  |  |  |  |  |  |  |  |  |  |  |  |
| |                                                       |  |  |  |  |  |  |  |  |  |  |  |  |  |  |  |
| | 13. Ana Leonor de Hesse-Darmstadt (= 9)               |  |  |  |  |  |  |  |  |  |  |  |  |  |  |  |
| |                                                       |  |  |  |  |  |  |  |  |  |  |  |  |  |  |  |
| |                                                       |  |  |  |  |  |  |  |  |  |  |  |  |  |  |  |
| | 27. Princesa Magdalena de Brandeburgo                 |  |  |  |  |  |  |  |  |  |  |  |  |  |  |  |
| |                                                       |  |  |  |  |  |  |  |  |  |  |  |  |  |  |  |
| |                                                       |  |  |  |  |  |  |  |  |  |  |  |  |  |  |  |
| | 3. Princesa Sofía Dorotea de Brunswick-Luneburgo      |  |  |  |  |  |  |  |  |  |  |  |  |  |  |  |
| |                                                       |  |  |  |  |  |  |  |  |  |  |  |  |  |  |  |
| |                                                       |  |  |  |  |  |  |  |  |  |  |  |  |  |  |  |
| | 28. Alexandre Desmier, señor d'Olbreuse               |  |  |  |  |  |  |  |  |  |  |  |  |  |  |  |
| |                                                       |  |  |  |  |  |  |  |  |  |  |  |  |  |  |  |
| |                                                       |  |  |  |  |  |  |  |  |  |  |  |  |  |  |  |
| | 14. Alexandre Desmier, señor d'Olbreuse               |  |  |  |  |  |  |  |  |  |  |  |  |  |  |  |
| |                                                       |  |  |  |  |  |  |  |  |  |  |  |  |  |  |  |
| |                                                       |  |  |  |  |  |  |  |  |  |  |  |  |  |  |  |
| | 29. Marie Baudoin de Peux                             |  |  |  |  |  |  |  |  |  |  |  |  |  |  |  |
| |                                                       |  |  |  |  |  |  |  |  |  |  |  |  |  |  |  |
| |                                                       |  |  |  |  |  |  |  |  |  |  |  |  |  |  |  |
| | 7. Leonor, condesa de Harburg y Wilhelmsburg          |  |  |  |  |  |  |  |  |  |  |  |  |  |  |  |
| |                                                       |  |  |  |  |  |  |  |  |  |  |  |  |  |  |  |
| |                                                       |  |  |  |  |  |  |  |  |  |  |  |  |  |  |  |
| | 30. Joachim Poussard, señor de Bas-Vandré             |  |  |  |  |  |  |  |  |  |  |  |  |  |  |  |
| |                                                       |  |  |  |  |  |  |  |  |  |  |  |  |  |  |  |
| |                                                       |  |  |  |  |  |  |  |  |  |  |  |  |  |  |  |
| | 15. Jacquette Poussard du Bas-Vandré et de Saint-Marc |  |  |  |  |  |  |  |  |  |  |  |  |  |  |  |
| |                                                       |  |  |  |  |  |  |  |  |  |  |  |  |  |  |  |
| |                                                       |  |  |  |  |  |  |  |  |  |  |  |  |  |  |  |
| | 31. Suzanne Gaillard de Saint-Dizant                  |  |  |  |  |  |  |  |  |  |  |  |  |  |  |  |
| |                                                       |  |  |  |  |  |  |  |  |  |  |  |  |  |  |  |
| |                                                       |  |  |  |  |  |  |  |  |  |  |  |  |  |  |  |

| Predecesor: Jorge I | Rey de Gran Bretaña e Irlanda 1727-1760 | Sucesor: Jorge III |
| Predecesor: Jorge I | Elector de Hannover 1727-1760           | Sucesor: Jorge III |

### Obras consultadas
- Ashley, Mike (1998), The Mammoth Book of British Kings and Queens, Londres: Robinson, ISBN 1-84119-096-9.
- Best, Best (1995), The Kings and Queens of England. Londres: Weidenfeld & Nicolson, ISBN 0-297-83487-8.
- Black, Jeremy (2001), Walpole in Power, Stroud, Gloucestershire: Sutton Publishing, ISBN 0-7509-2523-X.
- Black, Jeremy (2007), George II: Puppet of the Politicians?, Exeter: University of Exeter Press, ISBN 978-0-85989-807-2.
- Haag, Eugène; Haag, Émile; Bordier, Henri Léonard (1877), edición en línea La France Protestante, París: Sandoz et Fischbacher.
- Huberty, Michel; Giraud, Alain; Magdelaine, F. et B (1981), L'Allemagne Dynastique. Volumen 3: Brunswick-Nassau-Schwarzbourg, Le Perreux-sur-Marne: Giraud, ISBN 2-901138-03-9.
- Pinches, John Harvey; Pinches, Rosemary (1974), The Royal Heraldry of England, Slough, Buckinghamshire: Hollen Street Press, ISBN 0-900455-25-X.
- Thompson, Andrew C. (2011), George II: King and Elector, New Haven y Londres: Yale University Press, ISBN 978-0-300-11892-6.
- Trench, Charles Chevenix (1975), George II, Londres: Allen Lane, ISBN 0-7139-0481-X.
- Van der Kiste, John (1997), George II and Queen Caroline, Stroud, Gloucestershire: Sutton Publishing, ISBN 0-7509-1321-5.
- Weir, Alison (1996), Britain's Royal Families: The Complete Genealogy, Londres: Random House, ISBN 0-7126-7448-9.